# Sinapse (ciclo celular)

Sinapse durante meiose. A área circulada é a parte onde sinapse ocorre, onde as duas cromátides se encontram antes de se entrecruzarem

Em biologia, sinapse é o emparelhamento de dois cromossomas que ocorre durante meiose. Ela permite a combinação de pares homólogos antes de sua segregação, e cruzamento cromossómico possível entre eles. Sinapse ocorre durante a prófase I de meiose, e quando ocorre entre cromossomas homólogos, as pontas dos cromossomas unem-se primeiro ao envelope nuclear. Eles complexos ponta-membrana então migram, assistidos pelo citoesqueleto extranuclear, até que as pontas das combinação tenham sido emparelhadas. Então as regiões intermédias do cromossoma são trazidas juntas, e podem ser conetadas por um complexo de proteína-ARN chamado complexo sinaptonémico. Autossomas passam por sinapse durante meiose, e são mantidos juntos por um complexo proteico por todo o comprimento do complexo sinaptonémico. Cromossomas sexuais também passam por sinopse; contudo o complexo proteico sinaptonémico que mantém os cromossomos análogos juntos somente está presente numa ponta de cada cromossoma sexual.
Isto não deve ser confundido com mitose. Mitose também possui prófase, mas não ordinariamente emparelha dois cromossomas homólogos.
Quando as duas cromátides não-irmãs se entrelaçam, segmentos de cromátides com sequência similar podem romper-se e ser trocaos num processo conhecido como recombinação genética ou "crossing-over". Esta troca produz um quiasma, uma região com formato de X, onde os dois cromossomas são fisicamente unidos. Ao menos um quiasma por cromossoma frequentemente aparenta ser necessário para estabilizar bivalentes pela placa de metáfase durante a separação. O crossover de material genético também provê uma possível defesa contra mecanismos "assassinos de cromossomas", ao remover a distinção entre "si" e "não-si" pelo qual tal mecanismo poderia operar. Uma consequência suplementar de sinapse recombinante é de aumentar variabilidade genética dentro da progénie. Recombinação repetida também tem o efeito geral de permitir que genes se movam independentemente dos outros pelas gerações, permitindo a concentração independente de genes benéfico e a purgação dos prejudiciais.
Seguindo sinapse, um tipo de recombinação referido em inglês como pareamento de filamento dependente de síntese (SDSA, de synthesis dependent strand annealing, em inglês) ocorre frequentemente.  Recombinação por SDSA envolve troca de informação entre cromátides homólogas não-irmãs emparelhadas, mas não troca física.  Recombinação por SDSA não causa crossing-over.  Tanto os tipos não-crossover e crossover de recombinação funcionam como processos para reparos de dano em ADN, particularmente quebras bifilamentares.
A função central de sinapse é portanto a identificação de homólogos por emparelhamento, um passo essencial para uma meiose bem-sucedida.  Os procesos de reparo de ADN e formação de quiasma que ocorrem após a sinapse tem consequências em muitos níveis, desde sobrevivência celular por impactos até à evolução em si.